# Tribunal Superior del distrito judicial de Valledupar
El Tribunal Superior del distrito judicial de Valledupar es un organismo perteneciente a la Rama Judicial del Poder Público Colombiano y uno de los 33 tribunales superiores de distrito judicial del país. Funciona por salas especializadas (civil, familiar, laboral y penal) como la Corte Suprema y es la segunda instancia de los juzgados de circuito conformados por los circuitos judiciales de Valledupar, Aguachica y Chiriguana. El tribunal tiene su base en la ciudad de Valledupar, Cesar.

## Integrantes
El tribunal está conformado por 6 magistrados designados por el Consejo Superior de la Judicatura para un periodo de un año. El tribunal está dividido en dos salas: Sala civil familia laboral y sala penal.  El presidente del tribunal es Jesús Armando Zamora Suárez mientras que el vicepresidente es Edwar Enrique Martínez Pérez. Los Magistrados actuales que componen cada sala son desde el 1 de febrero del 2022:

### Sala Civil Familia Laboral
| Cargo          | Nombre                        |
| -------------- | ----------------------------- |
| Presidente     | John Rusber Noreña Betancourt |
| Vicepresidente | Óscar Marino Hoyos González   |

### Sala Penal
| Cargo          | Nombre                      |
| -------------- | --------------------------- |
| Presidente     | Diego Andrés Ortega Narváez |
| Vicepresidente | Luis Fernando Casas Miranda |

## Circuitos judiciales del distrito

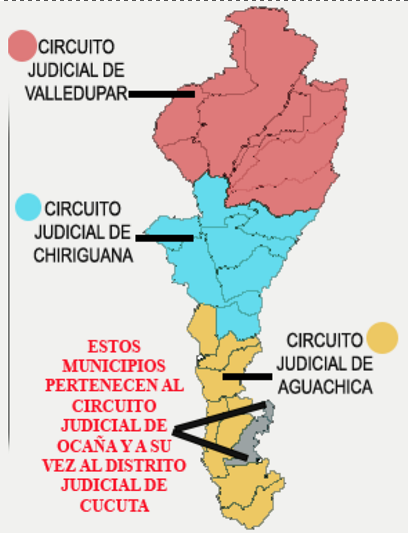
Mapa de los límites del tribunal superior y los circuitos judiciales

Los circuitos judiciales y los municipios sobre los que tienen jurisdicción son los siguientes:
| Circuito judicial de Valledupar - Valledupar - Agustín Codazzi - Becerril - Bosconia - El Copey - La Paz (Robles) - Manaure - Pueblo Bello - San Diego | Circuito judicial de Aguachica - Aguachica - Gamarra - La Gloria - Pelaya - Tamalameque - San Alberto - San Martin | Circuito judicial de Chiriguana - Chiriguana - Astrea - Chimichagua - Curumani - El Paso - La Jagua De Ibirico - Pailitas |